# Bezirksklasse Thüringen 1937/38
De Bezirksklasse Thüringen 1937/38 was het vijfde voetbalkampioenschap van de Bezirksklasse Thüringen, het tweede niveau onder de Gauliga Mitte en een van de drie reeksen die de tweede klasse vormden. SV 08 Steinach werd kampioen en kon via de eindronde promotie afdwingen.

## Eindstand
| Plaats | Club                   | Wed. | Saldo | Ptn.  |
| ------ | ---------------------- | ---- | ----- | ----- |
| 1.     | SV 08 Steinach         | 20   | 79:14 | 36:4  |
| 2.     | FSV Rositz             | 20   | 49:48 | 24:16 |
| 3.     | SC Apolda 1910         | 20   | 57:36 | 23:17 |
| 4.     | FC Wacker 1910 Gera    | 20   | 37:34 | 22:18 |
| 5.     | VfB 1910 Apolda        | 20   | 38:32 | 19:21 |
| 6.     | VfB Sömmerda 1911      | 20   | 41:45 | 19:21 |
| 7.     | VfB 09 Pößneck         | 20   | 40:52 | 19:21 |
| 8.     | 1. FC Sonneberg 04     | 20   | 42:52 | 18:22 |
| 9.     | SC 06 Oberlind         | 20   | 39:46 | 17:23 |
| 10.    | Eintracht 08 Altenburg | 20   | 32:62 | 15:25 |
| 11.    | SpVgg Zella-Mehlis 06  | 20   | 20:53 | 08:32 |

|  | Kampioen, deelname promotie-eindronde |
|  | Degradatie naar 1. Kreisklasse        |

## Promotie-eindronde
De zes kampioenen van de 1. Kreisklasse namen het tegen elkaar op, de top twee promoveerde.

### Groep A
| Plaats | Club                       | Wed. | Saldo | Ptn. |
| ------ | -------------------------- | ---- | ----- | ---- |
| 1.     | SV 04 Breitungen           | 2    | 5:4   | 2:2  |
| 2.     | MSV M.v. Richthofen Weimar | 2    | 4:4   | 2:2  |
| 3.     | SV 1899 Mühlhausen         | 2    | 3:4   | 2:2  |

|  | Promotie naar Bezirksklasse Thüringen 1938/39 |

### Groep B
| Plaats | Club               | Wed. | Saldo | Ptn. |
| ------ | ------------------ | ---- | ----- | ---- |
| 1.     | 1. SV Gera 04      | 2    | 11:4  | 4:0  |
| 2.     | SC Stadtilm        | 2    | 4:5   | 2:2  |
| 3.     | SG Siemens Neuhaus | 2    | 5:11  | 0:4  |